# Rudtjärnen, Närke
Rudtjärnen är en sjö i Örebro kommun i Närke och ingår i Nyköpingsåns huvudavrinningsområde.